# Горно-Александрово
Горно-Александрово (болг. Горно Александрово) — село в Болгарии. Находится в Сливенской области, входит в общину Сливен. Население составляет 652 человека.

## Политическая ситуация
В местном кметстве Горно-Александрово, в состав которого входит Горно-Александрово, должность кмета (старосты) исполняет Петр Недков Костадинов (коалиция Съюз за Сливен) по результатам выборов.
Кмет (мэр) общины Сливен — Стефан Николов Радев (ГЕРБ) по результатам выборов.